# Top of the World Trade Center Observatories

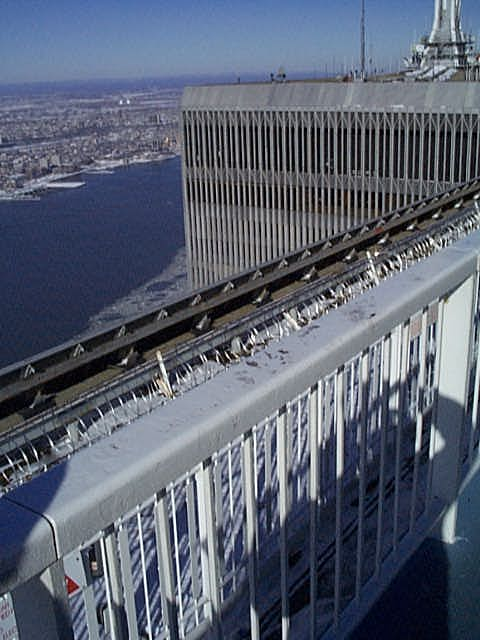
Vy över norra tornets tak och södra fasad från södra tornets utsiktsterrass i januari 2001.

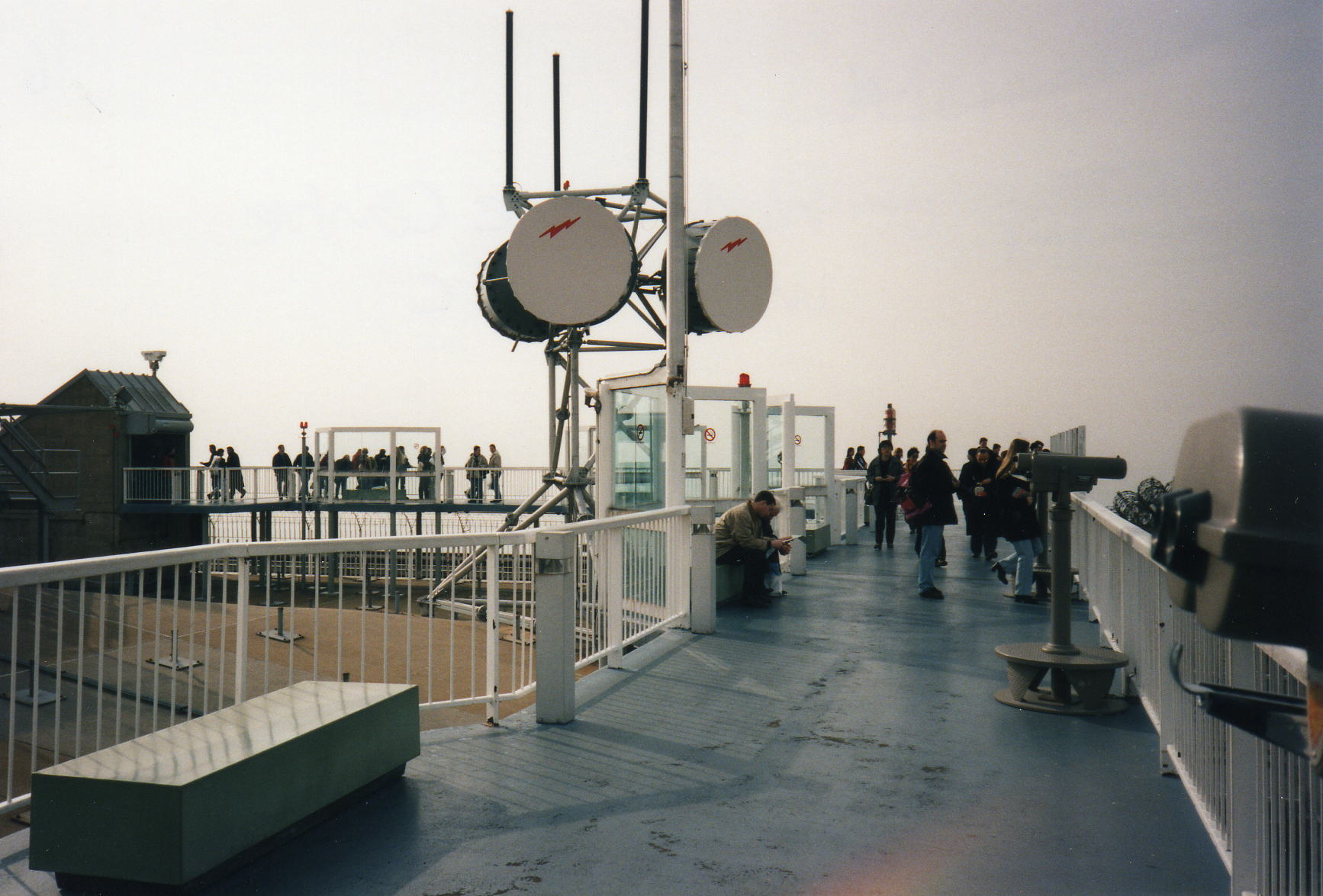
Vy över det södra tornets tak från utsiktsterrassen i mars 1998.

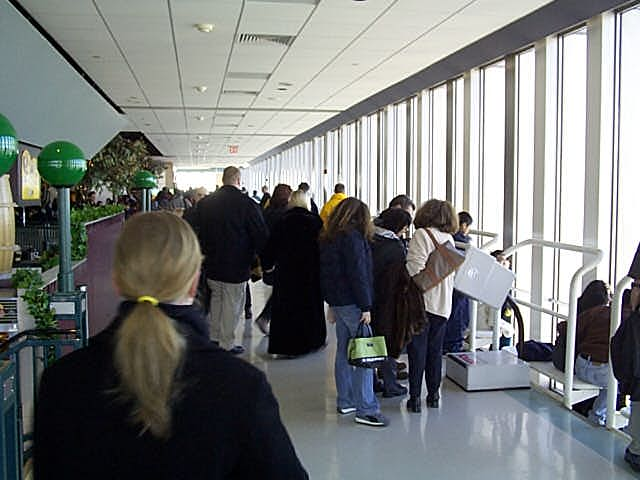
Utsiktsvåningen den 1 januari 2001.

Top of the World Trade Center Observatories var en turistattraktion högst upp i World Trade Centers södra torn, eller torn nummer 2 (2 WTC) på Södra Manhattan i New York, USA. Anläggningen förstördes liksom resten av World Trade Center i samband med 11 september-attackerna 2001. Den bestod av två utsiktspunkter; en inomhus på våning 107 cirka 400 meter (1 310 feet) ovanför marken samt av en utsiktsterrass ovanpå taket cirka 420 meter (1 377 feet) ovanför marken. Båda öppnades i december 1975.

## Allmän information
Utsiktsterrassen på taket var i sin klass den högst belägna i hela världen under dess existens och var känd både i USA och utomlands. Den var mycket uppskattad just för att sikten var fri åt alla håll då det endast var ett enkelt räcke runt själva terrassen och att det egentliga skyddsstängslet var placerat på det egentliga taket en liten bit nedanför. Det enda som i någon grad skymde sikten var det norra tornets tak och antenn en liten bit i nordväst. Det var dock inget större problem för normallånga personer. En helt molnfri och klar dag gick det att se upp till flera mil åt alla håll med hela New Yorks storstadsregion inom synhåll. Samtliga av New Yorks mest kända landmärken såsom Empire State Building, Frihetsgudinnan, Brooklynbron och även Central Park kunde med lätthet ses från båda utsiktspunkterna.
Utsiktsvåningen hade utöver sittplatser och kikare vid fönstren och även ett antal affärer där man kunde köpa bland annat souvenirer. Det fanns även en food court med snabbmatsrestauranger i form av Sbarro Pizza och Nathan's Famous Hot Dogs. För att ta sig till utsiktsvåningen fick man först köpa biljett nere i lobbyn och därefter ta expresshiss upp till våning 107. Om man därefter önskade åka vidare upp till taket fick man åka rulltrappor sista biten. Utsiktsterrassen på taket hade även den kikare och sittplatser samt några enklare vindskydd.
Efter bombningen av World Trade Center 1993 tillkom säkerhetskontroller för besökare till anläggningen för att förhindra eventuella angrepp mot den. Säkerhetskontrollen bestod av metalldetektorer av samma typ som finns på flygplatser och var belägen i lobbyn i anslutning till gången mot expresshissen. Biljettpriset varierade år 2001 mellan barn (6 dollar och 75 cent), studenter (11 dollar), och vuxna (13 dollar och 50 cent). Köerna till anläggningen var ofta långa dagligen då det var en av New Yorks mest kända turistattraktioner.
Vid sämre väderlek, till exempel vid kraftig storm, kunde utsiktsterrassen på taket av säkerhetsskäl hålla stängt.

## Under och efter 11 september-attackerna
Den 11 september 2001 hade anläggningen ännu inte hunnit öppna inför dagen när det första planet träffade det norra tornet mellan våningarna 93 och 99 klockan 08.46 (EDT), däremot fanns ett antal anställda på plats för att förbereda öppnandet inför dagen. Öppnandet av anläggningen såväl inomhus som på taket var planerad till 09.30. I och med att det södra tornet först ansågs säkert förblev de flesta kvar på sina platser när det andra planet rammade den sydöstra sidan av tornet mellan våningarna 77 och 85 klockan 09.03 (EDT). När det södra tornet kollapsade efter 56 minuters intensiv brand vid och omkring kraschzonen förstördes anläggningen och nästan samtliga som var kvar i byggnaden avled, inklusive brandmän och andra räddningsarbetare som hade gått upp i tornet för att söka efter överlevande. Efter attackerna fick istället Empire State Buildings utsiktsterrass fler besökare.

## Nya World Trade Centers utsiktsvåning
Nya One World Trade Center (tidigare kallat Freedom Tower) har liksom det före detta södra tornet i gamla World Trade Center en utsiktsvåning högst upp i byggnaden. Detta kallas One World Observatory och innehar bland annat en skybar och en högteknologisk hiss där New Yorks historiska utveckling kan ses genom displayer i hissen allteftersom den stiger. Det finns dock ingen utsiktsterrass på taket.